# Palkonya
Palkonya é um município da Hungria, situado no condado de Baranya. Tem 10 km² de área e sua população em 2019 foi estimada em 249 habitantes.